# Liste der Baudenkmäler in Wildpoldsried
Auf dieser Seite sind die Baudenkmäler in der schwäbischen Gemeinde Wildpoldsried zusammengestellt. Diese Tabelle ist eine Teilliste der Liste der Baudenkmäler in Bayern. Grundlage ist die Bayerische Denkmalliste, die auf Basis des Bayerischen Denkmalschutzgesetzes vom 1. Oktober 1973 erstmals erstellt wurde und seither durch das Bayerische Landesamt für Denkmalpflege geführt wird. Die folgenden Angaben ersetzen nicht die rechtsverbindliche Auskunft der Denkmalschutzbehörde.
 Diese Liste gibt den Fortschreibungsstand vom 31. August 2017 wieder und enthält achtzehn Baudenkmäler.

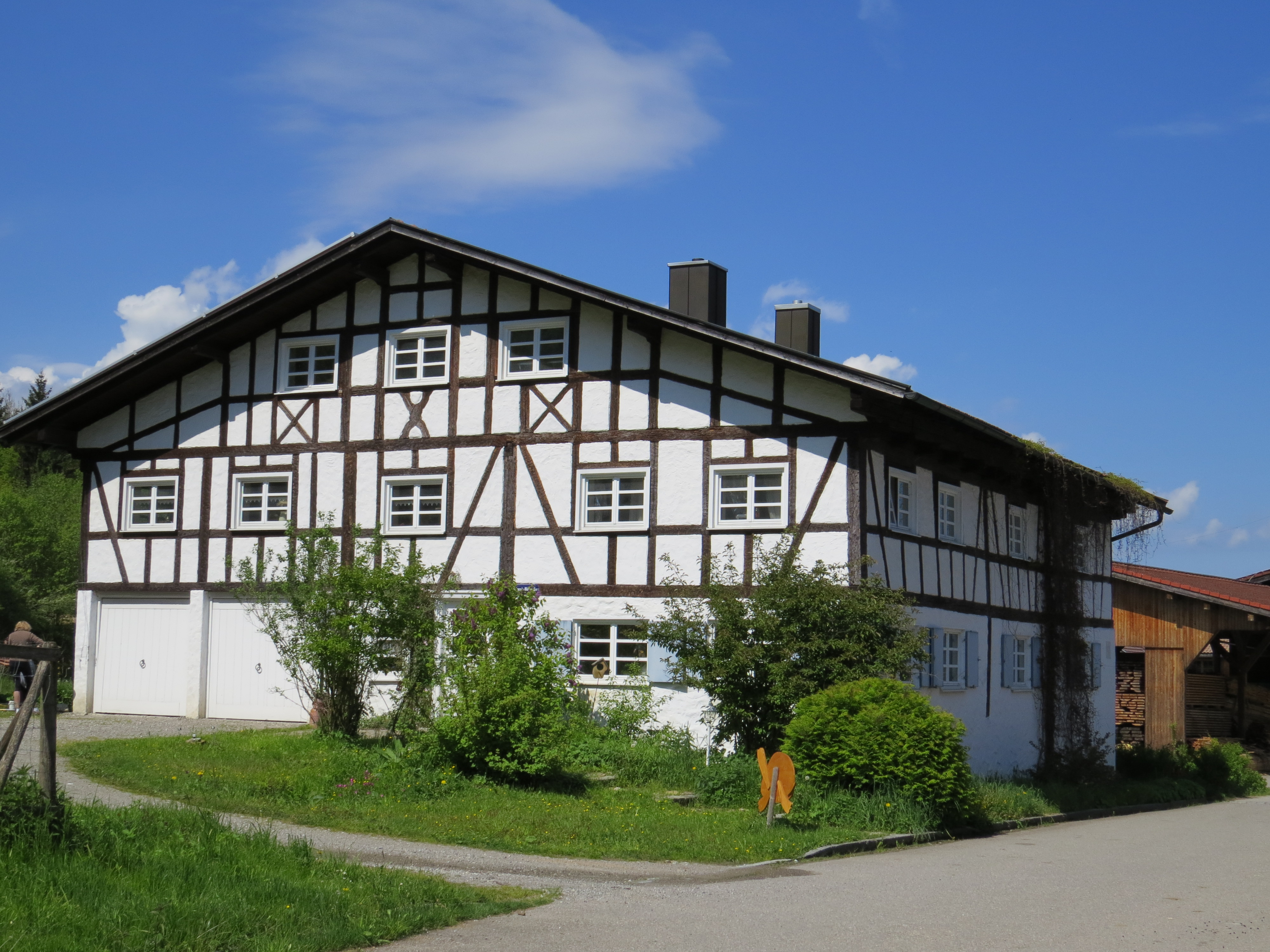
Wolkenberger Mühle bei Wildpoldsried

## Baudenkmäler nach Ortsteilen

### Wildpoldsried
| Lage                                   | Objekt                                          | Beschreibung | Akten-Nr.     | Bild                                    |
| -------------------------------------- | ----------------------------------------------- | --- | ------------- | --------------------------------------- |
| Kemptener Straße 1 (Standort)          | Katholische Pfarrkirche St. Georg und Mauritius | Dreischiffige Hallenkirche mit eingezogenem Chor und westlichem Satteldachturm, wohl spätes 15. Jahrhundert, Turm 1595, Umgestaltung 1725 und 1881–84; mit Ausstattung. | D-7-80-147-1  | weitere Bilder                          |
| Kemptener Straße 3 (Standort)          | Ehemaliges Pfarrhaus                            | Zweigeschossiger Bau mit Steilsatteldach, 1736. | D-7-80-147-3  | Ehemaliges Pfarrhaus                    |
| Kemptener Straße 10 (Standort)         | Wohnhaus, sogenanntes Doktorhaus                | Zweigeschossiger Bau auf hakenförmigem Grundriss mit vorstehendem Halbwalmdach, um 1900.                                                                                | D-7-80-147-23 | Wohnhaus, sogenanntes Doktorhaus        |
| Marktoberdorfer Straße 2, 6 (Standort) | Gasthof Hirsch                                  | Zweigeschossiger Flachsatteldachbau mit kerbschnittverzierten Flugpfetten über kräftigen Dachbalken, zweite Hälfte 18. Jahrhundert; zugehörige Kegelbahn, um 1900.      | D-7-80-147-4  | Gasthof Hirsch                          |
| Marktoberdorfer Straße 15 (Standort)   | Ehemaliges Bauernhaus, jetzt Dorfmuseum         | Zweigeschossiger Mitterstallbau mit Flachsatteldach und Wiederkehr, Flugpfette mit Kerbschlingen und gedrehten Bügen, Mitte 18. Jahrhundert.                            | D-7-80-147-6  | Ehemaliges Bauernhaus, jetzt Dorfmuseum |

### Einöde
| Lage                 | Objekt                                                                     | Beschreibung                                                                                               | Akten-Nr.    | Bild           |
| -------------------- | -------------------------------------------------------------------------- | --- | ------------ | -------------- |
| Einöde 34 (Standort) | Ehemalige Pfarrkirche der Herrschaft Wolkenberg, jetzt Kapelle St. Cyprian | Saalbau mit eingezogenem Chor und Dachreiter, Chor im Kern spätgotisch, Langhaus 1776/81; mit Ausstattung. | D-7-80-147-2 | weitere Bilder |

### Ellenberg
| Lage                 | Objekt                                     | Beschreibung                                                                                   | Akten-Nr.    | Bild           |
| -------------------- | ------------------------------------------ | ---------------------------------------------------------------------------------------------- | ------------ | -------------- |
| Ellenberg (Standort) | Katholische Kapelle Sieben Schmerzen Mariä | Rechteckbau mit halbrundem Schluss, Fachwerkgiebel und Dachreiter, wohl 1791; mit Ausstattung. | D-7-80-147-8 | weitere Bilder |

### Eufnach
| Lage                  | Objekt                                 | Beschreibung                                                                                                 | Akten-Nr.     | Bild           |
| --------------------- | -------------------------------------- | --- | ------------- | -------------- |
| Eufnach (Standort)    | Katholische Kapelle Hl. Dreifaltigkeit | Rechteckbau mit dreiseitigem Schluss und Dachreiter, wohl 18. Jahrhundert, 1892 vergrößert; mit Ausstattung. | D-7-80-147-9  | weitere Bilder |
| Eufnach 87 (Standort) | Hausfigur                              | Kruzifix, mit Arma Christi, Bauernbarock.                                                                    | D-7-80-147-10 | BW             |

### Kürbsen
| Lage                  | Objekt                | Beschreibung | Akten-Nr.     | Bild                  |
| --------------------- | --------------------- | --- | ------------- | --------------------- |
| Kürbsen 95 (Standort) | Ehemaliges Bauernhaus | Zweigeschossiger Mittertennbau mit Flachsatteldach, Kopfbändern, verschaltem Längsschopf, Hakenschopf und Kerbschnitzerei, erstes Drittel 19. Jahrhundert. | D-7-80-147-13 | Ehemaliges Bauernhaus |
| Kürbsen 96 (Standort) | Ehemaliges Bauernhaus | Zweigeschossiger, verputzter Ständerbau mit Flachsatteldach, Hakenschopf und verbrettertem Wetterschirm, Ende 18. Jahrhundert.                             | D-7-80-147-14 | Ehemaliges Bauernhaus |

### Meggenried
| Lage                     | Objekt                    | Beschreibung                                                                                      | Akten-Nr.     | Bild           |
| ------------------------ | ------------------------- | ------------------------------------------------------------------------------------------------- | ------------- | -------------- |
| Meggenried 48 (Standort) | Hausfigur                 | Kruzifix mit arma sacra, 19. Jahrhundert.                                                         | D-7-80-147-16 | Hausfigur      |
| Meggenried 50 (Standort) | Katholische Marienkapelle | Achteckiger Zentralbau mit Zeltdach und östlichem Zeltdachturm, 18. Jahrhundert; mit Ausstattung. | D-7-80-147-15 | weitere Bilder |

### Reuten
| Lage                  | Objekt                             | Beschreibung                                                                                           | Akten-Nr.     | Bild           |
| --------------------- | ---------------------------------- | --- | ------------- | -------------- |
| Reuten 107 (Standort) | Katholische Dreifaltigkeitskapelle | Kleiner Rechteckbau mit halbrundem Schluss und Dachreiter, 1766; mit Ausstattung; bei Haus Nummer 107. | D-7-80-147-17 | weitere Bilder |

### Steig
| Lage                | Objekt          | Beschreibung                                                                                | Akten-Nr.     | Bild            |
| ------------------- | --------------- | ------------------------------------------------------------------------------------------- | ------------- | --------------- |
| Steig 98 (Standort) | Kleinbauernhaus | Zweigeschossiger, verputzter Ständerbau mit Flachsatteldach, zweite Hälfte 18. Jahrhundert. | D-7-80-147-18 | Kleinbauernhaus |

### Unteregg
| Lage                    | Objekt        | Beschreibung                                                            | Akten-Nr.     | Bild           |
| ----------------------- | ------------- | ----------------------------------------------------------------------- | ------------- | -------------- |
| Unteregg 104 (Standort) | Weilerkapelle | Rechteckbau mit dreiseitigem Schluss, 19. Jahrhundert; mit Ausstattung. | D-7-80-147-20 | weitere Bilder |

### Wolkenberg
| Lage                                              | Objekt                       | Beschreibung | Akten-Nr.     | Bild                         |
| ------------------------------------------------- | ---------------------------- | --- | ------------- | ---------------------------- |
| Wolkenberg 38 (Standort)                          | Ehemalige Wolkenberger Mühle | Zweigeschossiger Bau mit Flachsatteldach, Obergeschoss zum Teil Fachwerk, Ende 18. Jahrhundert, mit älteren Mauerteilen.            | D-7-80-147-21 | Ehemalige Wolkenberger Mühle |
| Weiherholz (östlich des Ortes im Wald) (Standort) | Burgruine Wolkenberg         | Reste des Bergfrieds, Hofes und Palas mit Treppenturm und zwei Säulenstümpfen im Inneren, Rollsteinmauerwerk, wohl 13. Jahrhundert. | D-7-80-147-22 | weitere Bilder               |